# 최정원 (조선귀족)
최정원(崔正源, 1902년 6월 7일 ~ 몰년 미상)은 일제강점기의 조선귀족이다. 본관은 경주, 본적은 서울특별시 종로구 운니동이며 남작 최석민의 양자이다.

## 생애
1916년 3월 20일에 자신의 양아버지였던 최석민이 받은 남작 작위를 승계받았으며, 1928년 11월 1일에 정5위에 서위되었다. 1928년 11월 16일에는 일본 정부로부터 쇼와대례기념장을 받았고, 1933년 7월 15일부터 1940년대까지 수산흥업합자회사(水産興業合資會社)에서 근무했다.
1937년 8월 25일에 일제 강점기의 조선귀족이 결성한 전쟁 협력 단체인 동요회 발기인으로 참여했으며, 1939년에는 조선유도연합회 평의원으로 위촉되었다. 1940년 11월 10일에는 일본 정부로부터 기원 2600년 축전 기념장을 받았고, 1943년 12월 1일에는 정4위에 서위되었다. 광복 이후인 1949년 8월 30일에는 반민족행위특별조사위원회로부터 불구속 송치되기도 했다. 1958년 7월에 실종되었으며, 1968년 10월 29일에 서울가정법원으로부터 실종 선고를 받았다.
친일파 708인 명단의 조선귀족 부문, 민족문제연구소의 친일인명사전 수록자 명단의 수작/습작 부문, 친일반민족행위진상규명위원회가 발표한 친일반민족행위 705인 명단에 포함되었다.

## 참고 자료
- 친일반민족행위진상규명위원회 (2009). 〈최정원〉. 《친일반민족행위진상규명 보고서 Ⅳ-18》. 서울. 296~302쪽.
- 민족문제연구소 (2009). 〈최정원〉. 《친일인명사전 3 (ㅇ ~ ㅎ)》. 서울. 775 ~ 776쪽.